# Batallón de Artillería de Campaña N.º 1-Escuela

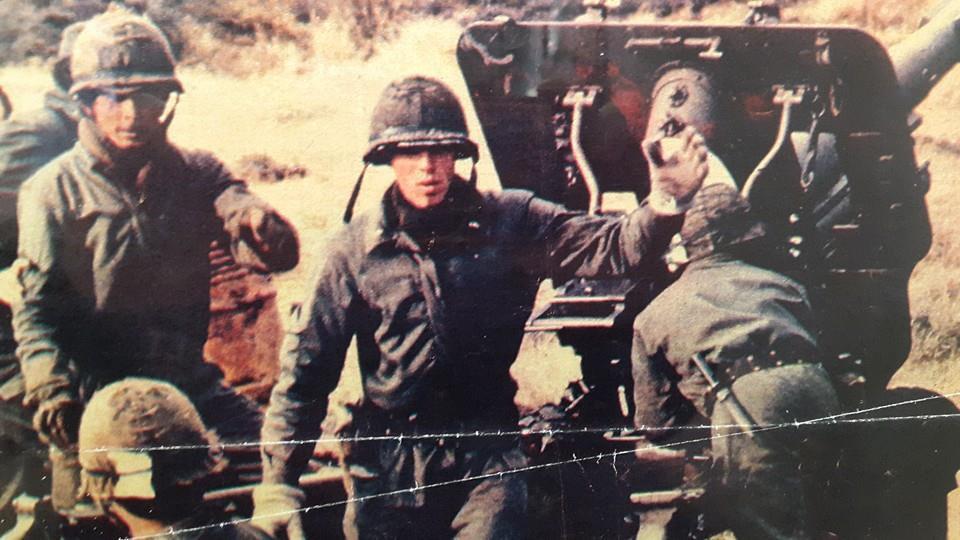
(de izq a der) CC/62 Leiva Julio(Apuntador Izquierdo), Miguel Ángel Máscolo(Guardiamarina), De espalda el Cabo 2.º IM Juan Javier Vacotti (Jefe de pieza), Abajo CC/62 Juárez Carlos (Abastecedor). reglando el fuego de artillería sobre las posiciones británicas durante la guerra de las Malvinas en junio de 1982.

El Batallón de Artillería de Campaña N.º 1-Escuela (BIAC) es una unidad de la Infantería de Marina de la Armada Argentina.
En 1978 fue desplegado junto al resto de la Infantería de Marina en las islas Picton, Nueva y Lennox en oportunidad del Conflicto del Beagle.
En 1982 fue nuevamente desplegado en el conflicto del Atlántico Sur, participando de la Operación Rosario y ocupando posiciones en proximidades de Río Grande y en Felton Stream.
En octubre de 2013 el Batallón N.º 1 realizó ejercicios conjuntamente con el Grupo de Artillería de Montaña 8 del Ejército Argentino, cosa que no se ocurría hacia unos 30 años.